# 罗襄
罗襄，（1876年—？），字微之，亦维之、维持，号耘父，化游庵主人，湖北武昌府江夏人，光绪二十九年癸卯科举人，清末民初官员、学者。

## 生平
罗襄，光绪二年生，湖北武昌府江夏优廪生，光绪二十九年举人，从张之洞创办的两湖书院毕业。1902年，罗襄经湖广总督张之洞拣选，官派日本东京弘文学院师范速成班，与黄兴、李书城等湖北籍名士等同行。该校毕业生中有众多民国名人，如陈独秀、黄兴、鲁迅等。光绪朝末，罗襄归国，补内阁中书。又经张之洞奏派，赴山西，在张之洞曾经创建的令德堂基础上，改办为山西师范学堂（即太原师范学院前身），筹拨经费两万五千两。委派罗襄为首任监督（即校长）,先办简易科,招生两百名,结束了山西无师范的局面。学堂监督罗襄建立新式学堂，聘请日本教师，派毕业生留学日本，并将日本《论语类编》、《朱子孟子要略》等书付诸活印,直接用作课本。宣统二年，山西巡抚丁宝铨保荐，奏：试用同知山西师范学堂监督内阁中书罗襄，历经五年，办学得力，请以四品知府分省补用。后由梁允济(山西崞县举人)；张杜兰(山西榆社拔贡)；刘效文(山西宁武人，陕西试用知县)；王鸿遇(山西赵城举人)先后担任山西师范学堂监督。辛亥革命后，充教育科佥事，授中大夫。

## 作品
- 山西巡抚丁宝铨和幕僚缪荃孙、罗振玉、罗襄等整理刊刻傅山的《霜红龛集》。清宣统三年刻本,江阴缪炎之京卿(缪荃孙)、上虞罗叔言参事(罗振玉)、江夏罗微之太守(罗襄)，熟於编椠，往复商订，共成此业，例并书焉。宣统三年岁次辛亥孟夏，山阳丁宝铨序於太原节署。
- 《湖北通志》民国十年重刊，罗襄：协纂、参校,江夏人；罗纶：校对，江夏人。
- 《挽张之洞联》 清· 罗襄. 对联. 槐岳矢孤忠，尽瘁鞠躬，公为其大；菱湖开正学，尊经崇实，我哭其私！
- 《重印论语类编孟子要略序》